# Jianchanghe
Jianchanghe (kinesiska: 箭厂河, 箭厂河乡) är en socken i Kina. Den ligger i provinsen Henan, i den centrala delen av landet, omkring 380 kilometer söder om provinshuvudstaden Zhengzhou. Antalet invånare är 13 246. Befolkningen består av 6 512 kvinnor och 6 734 män. Barn under 15 år utgör 24,0 %, vuxna 15-64 år 66 %, och äldre över 65 år 9,0 %.
Genomsnittlig årsnederbörd är 1 531 millimeter. Den regnigaste månaden är juli, med i genomsnitt 270 mm nederbörd, och den torraste är december, med 19 mm nederbörd.